# Élections législatives andorranes de 1933
Les élections législatives de 1933 en Andorre (Eleccions al Consell General d'Andorra de 1933) se sont tenues le 31 août 1933 afin de renouveler le Conseil général. Elles sont les premières élections andorranes à se dérouler sous le système du suffrage universel masculin.

## Contexte
Ces élections se déroulent peu après la révolution de 1933 (Revolució del 1933). Le 5 avril 1933, un groupe de jeunes andorrans dépourvus de droits civiques s'introduit en pleine réunion du Conseil général dans la Casa de la Vall, séquestre les membres du conseil et presse ces derniers à promulguer le suffrage universel masculin. 
Le conseil général est destitué à la suite de cet épisode par les coprinces et un détachement de gendarmes français est dépêché afin de maintenir l'ordre dans la principauté. Ce détachement entre en Andorre le 19 août 1933 et reste jusqu'au mois d'octobre ce qui permet aux élections de se dérouler dans le calme et au Conseil général d'être renouvelé.

## Résultats
Compte tenu de l'absence de partis politiques, l'interprétation des résultats est difficile. Le lendemain des élections, la presse annonce néanmoins : 14 sièges pour les partisans conservateurs des coprinces (Grup Nacionalista Integral), 5 sièges pour l'Unió Andorrana (UA) c'est-à-dire les partisans du conseil général destitué et 4 sièges pour le parti socialiste (Partit Socialista d'Andorra).
Les résultats officiels communiqués au viguier français par le consul majeur de Canillo furent les suivants :
| Paroisse            | Candidat             | Parti | Parti | Votes | Élu |
| ------------------- | -------------------- | ----- | ----- | ----- | --- |
| Canillo             | Josep Areny          |       | UA    | 11    | Oui |
| Canillo             | Jaume Bonell         |       | UA    | 11    | Oui |
| Canillo             | Anton Duedra         |       | UA    | 11    | Oui |
| Canillo             | Anton Torres         |       | UA    | 11    | Oui |
| Encamp              | Antoni Picart        |       | GNI   | 51    | Oui |
| Encamp              | Antoni Puig          |       | GNI   | 49    | Oui |
| Encamp              | Antoni Mussoy        |       | GNI   | 46    | Oui |
| Sant Julià de Lòria | Anton Duró           |       | PS    | 60    | Oui |
| Sant Julià de Lòria | Ventura Fanus        |       | PS    | 60    | Oui |
| Sant Julià de Lòria | Ventura Duró         |       | PS    | 60    | Oui |
| Sant Julià de Lòria | Manuel Areny         |       | PS    | 60    | Oui |
| La Massana          | Guillem Areny        |       | GNI   | 34    | Oui |
| La Massana          | Gil Font             |       | GNI   | 34    | Oui |
| La Massana          | Bonaventura Torres   |       | GNI   | 34    | Oui |
| La Massana          | Pere Muntaner        |       | GNI   | 34    | Oui |
| Ordino              | Bonaventura Adellach |       | GNI   | 78    | Oui |
| Ordino              | Bonaventura Coma     |       | GNI   | 47    | Oui |
| Ordino              | Miquel Pujol         |       | GNI   | 46    | Oui |
| Ordino              | Manuel Font          |       | GNI   | 45    | Oui |
| Andorra la Vella    | Josep Coma           |       | GNI   | 54    | Oui |
| Andorra la Vella    | Anton Cerqueda       |       | GNI   | 54    | Oui |
| les Escaldes        | Joan Serra           |       | UA    | 39    | Oui |
| les Escaldes        | Josep Pla            |       | GNI   | 35    | Oui |